# Caproni Ca.164
Die Caproni Ca.164 war ein italienisches Schulflugzeug.

## Geschichte und Konstruktion
Die Caproni Ca.164 war ein Anderthalbdecker mit stoffbespannten hölzernen Tragflächen. Der ebenfalls stoffbespannte Rumpf bestand aus geschweißten Stahlrohren. Hergestellt wurde die Maschine unter anderem im 1935 errichteten Werk Predappio. Das nicht einziehbare Fahrwerk war teilweise verkleidet und die getrennten Cockpits hatten jeweils einen niedrigen Windschutz. Bei der Verbindung der Tragflächen sind Ähnlichkeiten mit der Caproni Ca.100 festzustellen.
Konzipiert als Reise- und Schulungsflugzeug ging eine geringe Stückzahl an die Regia Aeronautica. Es wurde jedoch nie eine komplette Einheit mit diesem Modell ausgestattet. Insgesamt wurden 279 Stück hergestellt, davon etwa 150 im Werk Predappio.
1942 wurde eine Ca.164 als taktischer Aufklärer für Kurzstrecken bei der Partisanenbekämpfung in Kroatien eingesetzt.

## Militärische Nutzung
Frankreich
- Armée de l’air

 Königreich Italien
- Regia Aeronautica

## Technische Daten
| Kenngröße             | Daten                                                         |
| --------------------- | ------------------------------------------------------------- |
| Besatzung             | 2                                                             |
| Länge                 | 7 m                                                           |
| Spannweite            | 9,45 m                                                        |
| Höhe                  | 3 m                                                           |
| Flügelfläche          | 23,50 m²                                                      |
| Leermasse             | 850 kg                                                        |
| max. Startmasse       | 1175 kg                                                       |
| Marschgeschwindigkeit | ? km/h                                                        |
| Höchstgeschwindigkeit | 230 km/h                                                      |
| Dienstgipfelhöhe      | 4200 m                                                        |
| Reichweite            | 530 km                                                        |
| Triebwerk             | 1 × 6-Zylinder-Reihenmotor Alfa Romeo 115 mit 138 kW (188 PS) |